# Départementalisation
Pour l’article homonyme, voir Loi de départementalisation.
La départementalisation d'une entreprise est le fait de la découper suivant les  fonctions ou la nature de ses activités ou le métier, l'expertise de ses membres et de nommer un responsable à la tête de chaque département.
C'est un mode de structuration appelée dans ce cas structuration fonctionnelle 
Elle donne naissance à un organigramme.
Elle entraîne la nécessité d'une coordination entre les départements.

## Histoire
Sans qu'il emploie le mot, elle a été décrite pour la première fois par Henri Fayol.

## Les fonctions
Les fonctions sont en nombres variables